# André Fernandes Gavinho
André Fernandes Gavinho (Espanha - Portugal séc. XVIII) foi um fidalgo espanhol, naturalizado português, formado em Direito, reinol, colonizador, sesmeiro e fazendeiro.
Passou ao Pará, no Brasil, por volta de 1740, estabelecendo-se na Ilha de Marajó, onde foi grande proprietário de terras. Foi quem encerrou o livro de registros das datas de sesmarias confirmadas da dita ilha, tanto das concedidas pelos Barões da Ilha Grande, como das concedidas por Dom João V, Rei de Portugal, no intervalo de 15 anos, vacatura ou menoridade do último Barão da Ilha Grande de Joanes [Marajó]. 
Foi Capitão-mór, Lugar-tenente, Ouvidor e Governador Geral da Ilha de Joanes. Em 1772, em um dos ofícios do Governador e Capitão General Pereira Caldas, consta um pedido do Capitão Gavinho, sobre a conservação do posto de Capitão-mór de Ordenanças da mencionada Ilha. Proprietário de uma Sesmaria (20.11.1743), na mesma Ilha, onde fundou a Fazenda da Cachoeira, às margens do Rio Arari, na qual levantou Capela, em 1747, dedicada a Nossa Senhora da Conceição. Com o progresso da fazenda, nasceu a Freguesia de Nossa Senhora da Conceição da Cachoeira, cujas terras patrimoniais foram doadas em testamento de 25.10.1747.
Foi agraciado com o Hábito de Cavaleiro Professo na Ordem de Cristo, em 1755.

## Família
Era casado com a fidalga portuguesa D. Escolástica Josepha do Nascimento, tendo entre outros filhos:
1. André Fernandes Gavinho, Capitão-mór da Vila de Monforte em 1763, por graça de Dom José I, Rei de Portugal.
2. Pedro Fernandes Gavinho, proprietário de uma sesmaria na Ilha de Marajó.
3. José Francisco Fernandes Gavinho, abastado proprietário de terras na Ilha de Marajó, onde fundou a capela de Santo Antônio. Capitão-Mór da Ilha. Deixou geração do seu casamento na importante família Silveira Frade, também proprietária de terras na Ilha de Marajó.
4. D. Maria Escolástica do Nascimento, casada com o reinol Antonio de Ramalho, sesmeiro na "Ilha do Cachanga", no atual município de Carapebus (RJ).
5. D. Josepha Maria Gavinho, casada com Antonio de Ramalho, viúvo de sua irmã.